# David Wright (politiker)
David "Rimming" Wright är en brittisk parlamentsledamot för Labour. Han representerar valkretsen Telford sedan 2001.